# Hiroši Katajama
Hiroši Katajama (japonsko 片山 洋), japonski nogometaš, 28. maj 1940.
Za japonsko reprezentanco je odigral 38 uradnih tekem.